# Paweł Wyczyński
Paweł Wyczyński, ps. literacki „Paweł Wrzos” (ur. 29 czerwca 1921 w Zelgoszczy, zm. 27 listopada 2008 w Ottawie) – poeta, prof. literatury francuskiej, jeden z współzałożycieli organizacji konspiracyjnej Związek Jaszczurczy na Pomorzu, autor i współautor kilkunastu książek ukazujących związki kultury polskiej i kanadyjskiej, współtwórca Kollegium Jana Pawła II Katolickiego Uniwersytetu Lubelskiego.

## Życiorys
Absolwent Gimnazjum Państwowego w Starogardzie Gdańskim, oraz Uniwersytetu w Lille. W 1951 wyemigrował do Kanady, gdzie został wykładowcą literatury francuskiej na Uniwersytecie w Ottawie. W 1957 obronił doktorat, a w 1964 otrzymał tytuł profesorski. Przez wiele lat kierował pracą Centre de Recherche en civilisation canadienne - francaise.
W swojej pracy naukowej specjalizował się w badaniach nad literaturą frankojęzycznej Kanady. Szczególną sławę przyniosły mu badania nad francuskojęzycznym poetą Emilu Nelliganie. Otrzymał cztery doktoraty honoris causa w tym Katolickiego Uniwersytetu Lubelskiego.
Członek Polskiego Towarzystwa Naukowego na Obczyźnie (od 1983).

## Odznaczenia
- Membre de la société royale du Canada (1969),
- Medalem Stulecia Kanady,
- Order Kanady (Officer of Order of Canada w 1993),
- Prix Champlain (1989),
- Order Palm Akademickich (1990),
- Chevalier de l'Ordre des arts et des lettres de France (1990),
- Médaille du Centenaire (Canada) (1982),
- Medalem Nelligana przez rząd Quebeku,
- Palmy Frankonii Amerykańskiej,
- Queen Elizabeth II Golden Jubilee Medal,
- Krzyżem Komandorskim Orderu Zasługi RP,
- Medalem Senatu Katolickiego Uniwersytetu Lubelskiego.